# März 2002
Portal Geschichte | Portal Biografien | Aktuelle Ereignisse | Jahreskalender | Tagesartikel

◄ |
20. Jahrhundert |
21. Jahrhundert

◄ |
1970er |
1980er |
1990er |
2000er
| 2010er | 2020er | 2030er | ►

◄ |
1998 |
1999 |
2000 |
2001 |
2002
| 2003 | 2004 | 2005 | 2006 | ►

◄ |
Dezember 2001 |
Januar 2002 |
Februar 2002 |
März 2002 |
April 2002 |
Mai 2002 |
Juni 2002 |
►
Dieser Artikel behandelt tagesbezogene Nachrichten und Ereignisse im März 2002.

## Tagesgeschehen

### Freitag, 1. März 2002
- Cape Canaveral/Vereinigte Staaten: Die Raumfähre Columbia startet zur Weltraummission STS-109. Die Besatzung wird Wartungsarbeiten am Hubble-Weltraumteleskop durchführen. Weiterhin wird die „Advanced Camera for Surveys“ montiert.[1]
- Kourou/Französisch-Guyana: Eine Ariane 5 der ESA startet mit ihrer bislang schwersten Fracht, dem 8,5 t schweren Envisat, in den Erdorbit.
- Nanchong/China: In einem mehrstöckigen Gebäude bricht Feuer in einem Markt aus, der die unteren Stockwerke des Gebäudes einnimmt. Der Brand verursacht den Tod von 19 Menschen.[2]
- Paktia/Afghanistan: Im Krieg in Afghanistan beginnen alliierte Truppen mit der Operation Anaconda im Shah-i-Kot-Tal im Osten des Landes. An dem Einsatz nimmt auch das Kommando Spezialkräfte der Bundeswehr teil.[3][4]

### Sonntag, 3. März 2002
- Bern/Schweiz: Die zweite Volksabstimmung in der Geschichte der Schweiz über den Beitritt des Landes zu den Vereinten Nationen findet statt. Im Gegensatz zur Abstimmung im März 1986 befürwortet das Volk diesmal, wenn auch knapp, den Beitritt.[5]

### Montag, 4. März 2002
- Paktia/Afghanistan: Beim Versuch, in das Shahi-Kot-Tal einzudringen, wird ein US-amerikanischer Chinook-Helikopter von Taliban-Kämpfern abgeschossen. Sieben Soldaten sterben.
- Washington, D.C./Vereinigte Staaten: Der Internationale Währungsfonds (IWF) entsendet eine Delegation nach Argentinien, um die schwere wirtschaftliche Krise des Landes zu untersuchen, dem der Internationale Währungsfonds aktuell keine Kredite mehr gewährt.[6]
- Almelo/Niederlande: Vor der Rechtbank beginnt der Prozess gegen zwei Direktoren der Enscheder Feuerwerksfabrik, welche sich für die Explosion der Feuerwerksfabrik von Enschede am 13. Mai 2000 verantworten müssen.[7]

### Mittwoch, 6. März 2002
- Kabul/Afghanistan: Beim Entschärfen einer russischen Flugabwehrrakete vom Typ SA-3 sterben durch einen Unfall drei dänische und zwei deutsche Soldaten der International Security Assistance Force.[8]
- South Bend/Vereinigte Staaten: Die National Steel Corporation meldet ihre Insolvenz an.[9]
- Brüssel/Belgien: Der Serienmörder András Pándy wird vom Brüssler Schwurgericht wegen sechsfachen Mordes zu lebenslanger Haft verurteilt. Seine Tochter bekommt wegen Beihilfe zum Mord eine Strafe von zehn Jahren Gefängnis.[10]

### Donnerstag, 7. März 2002
- Berlin/Deutschland: Die 11. Echoverleihung fand im ICC statt. Erfolgreichste Band waren die No Angels mit drei Auszeichnungen.
- Lampedusa/Italien: In der Nacht zum Freitag kenntert vor der Insel Lampedusa ein Flüchtlingsboot. Schätzungsweise 50 Personen ertrinken im Mittelmeer, elf werden von italienischen Fischern gerettet.[11]

### Freitag, 8. März 2002

Sonofusionsgerät

- Washington, D.C./Vereinigte Staaten: Die Zeitschrift Science veröffentlicht eine Hypothese, nach der Schallwellen eine Kalte Fusion auslösen können, eine sogenannte „Kernfusion im Einmachglas“ oder Sonofusion. Der Artikel stößt unter anerkannten Experten auf breite Ablehnung.[12]

### Samstag, 9. März 2002
- Chamonix-Mont-Blanc/Frankreich: Drei Jahre nach dem Tunnelbrand im Mont-Blanc-Tunnel öffent dieser nach Instandsetzung wieder für den Verkehr.[13]

### Sonntag, 10. März 2002
- Lomé/Togo: Die Parlamentswahlen finden statt.
- Bogotá/Kolumbien: Die kolumbianischen Parlamentswahlen 2002 finden statt.

### Montag, 11. März 2002
- Harare/Simbabwe: Robert Mugabe gewinnt mit 54 % der Stimmen die Wahlen. Kritiker bemängeln, dass Gegner Mugabes daran gehindert worden seien, ihre Stimme abzugeben. Wahlbeobachter aus Südafrika und von der Organisation für Afrikanische Einheit sprechen von einer fairen Wahl.[14]
- Mekka/Saudi-Arabien: Bei einem Brand in einer Mädchenschule kommen 15 Schülerinnen ums Leben. Die Islamische Religionspolizei behinderte maßgeblich die Rettungsmaßnahmen, was zu zusätzlichen Opfern führte.[15]

### Dienstag, 12. März 2002
- Palästinensische Autonomiegebiete: Israelische Bodentruppen rücken in die autonomen Gebiete Gaza-Streifen und Westjordanland vor. Es handelt sich um die größte Truppenbewegung seit der Invasion im Libanon 1982. Dutzende Panzer besetzen Ramallah.

### Donnerstag, 14. März 2002
- Hamburg/Deutschland: In Hamburg-Hummelsbüttel stürzt der Rettungshubschrauber SAR71-1 ab. Alle fünf Besatzungsmitglieder kommen ums Leben.
- Cienfuegos/Kuba: Eine Antonow An-2 der kubanischen Fluglinie Aerotaxi stürzt südlich der Stadt ab. 17 Personen kommen ums Leben.[16]

### Freitag, 15. März 2002
- Vereinigte Staaten: Der Computeranimationsfilm Ice Age läuft in den amerikanischen Kinos an.

### Sonntag, 17. März 2002
- Lissabon/Portugal: Die Parlamentswahlen finden statt.

### Montag, 18. März 2002
- Afghanistan: US-General Tommy Franks erklärt die Operation Anaconda für beendet. Der Einsatz sei ein unbestreitbarer und vollständiger Erfolg gewesen, so Franks. Taliban und Al-Qaida sind aus dem Shahi-Kot-Tal vertrieben. Bei Kampfhandlungen fielen acht US-Soldaten und 100 bis 1.000 gegnerische Kämpfer.

### Dienstag, 19. März 2002
- Bologna/Italien: Der Regierungsberater Marco Biagi wird von einer Splittergruppe der Roten Brigaden ermordet.
- Belgrad/Bundesrepublik Jugoslawien: Der Vizeministerpräsident Momčilo Perišić tritt aufgrund von Spionagevorwürfen zurück.[17]

### Donnerstag, 21. März 2002
- Lima/Peru: Eine Autobombe in der Nähe der US-amerikanischen Botschaft tötet neun Menschen und verletzt 25 weitere. Wenige Tage später will US-Präsident George W. Bush die Stadt besuchen.
- Frankfurt am Main/Deutschland: Der deutsche Baukonzern Philipp Holzmann muss nach der Rettung 1999 erneut Insolvenz anmelden.[18]

### Freitag, 22. März 2002
- Berlin/Deutschland: Im Bundesrat wird über das Zuwanderungsgesetz abgestimmt. Die entscheidenden Stimmen kommen von Brandenburg, welches von einer Großen Koalition regiert wird. Ministerpräsident Manfred Stolpe von der SPD stimmt mit „ja“, Jörg Schönbohm von der CDU ruft vernehmlich ein „nein“ dazwischen. Bundesratspräsident Klaus Wowereit von der SPD lässt die Stimmen gelten, obwohl bei Uneinigkeit einer Landesregierung die Stimmen als „Enthaltung“ gelten müssen.

### Samstag, 23. März 2002
- Rom/Italien: Zwei bis drei Millionen Gewerkschaftsmitglieder versammeln sich im Gedenken an die Ermordung Marco Biagis, eines Beraters des Arbeitsministers, durch die neu gegründeten Roten Brigaden. Sie protestieren gegen die von Italiens Premierminister Silvio Berlusconi angestrebten Gesetze zur Lockerung des Kündigungsschutzes. Die Arbeiterführer drohen mit einem Generalstreik, falls die Gesetze verabschiedet werden sollten.

### Sonntag, 24. März 2002

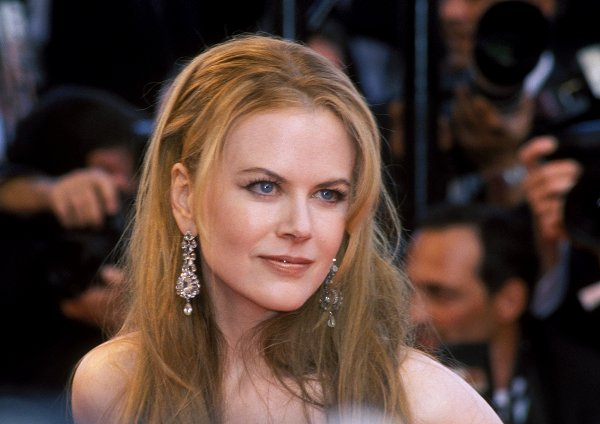
Nicole Kidman

- Los Angeles/Vereinigte Staaten: Bei der 74. Verleihung des Oscars wird der Musicalfilm Chicago zum besten Film gekürt. Bester Schauspieler wird Adrien Brody für seine Rolle als „Wladyslaw Szpilman“ in Roman Polańskis Der Pianist. Beste Schauspielerin wird Nicole Kidman für ihre Verkörperung von Virginia Woolf in The Hours – Von Ewigkeit zu Ewigkeit.[19]

### Montag, 25. März 2002
- Sokoto/Nigeria: In einer Appellationsverhandlung wird mithilfe der Menschenrechtlerin Hauwa Ibrahim das Todesurteil gegen Safiya Hussaini aufgehoben. Sie wurde am 9. November 2001 wegen Ehebruchs und Unzucht zum Tod durch Steinigen verurteilt, da sie nach einer Vergewaltigung schwanger wurde.[20]

### Mittwoch, 27. März 2002
- Netanja/Israel: Zu Beginn des jüdischen Pessach-Festes reißt ein militanter Palästinenser 28 Menschen mit sich in den Tod.
- Dubai/Vereinigte Arabische Emirate: Bei einem Unfall in den Dubai Drydocks sterben 29 Arbeiter. Ein Bruch in einem Docktor flutete das trockene Baudock mit Meerwasser.[21]

### Donnerstag, 28. März 2002
- Baghlan/Afghanistan: Seit Montag erschüttern schwere Erdbeben die nordafghanische Provinz Baghlan. Experten der Vereinten Nationen und des Technischen Hilfswerks befürchten, dass bis zu 4.800 Menschen getötet und 150.000 obdachlos geworden sind. An den zügig angelaufenen Hilfsmaßnahmen beteiligt sich auch das deutsche Kontingent der Internationalen Schutztruppe ISAF.

### Freitag, 29. März 2002
- Israel, Palästinensische Autonomiegebiete: Ein palästinensischer Selbstmordattentäter verwundet 32 Menschen in einem Café in Tel Aviv. Die Israelischen Streitkräfte antworten auf diesen letzten in einer Reihe von Anschlägen mit einer Offensive gegen die Stadt Ramallah in den Autonomiegebieten. Der Hauptsitz des Präsidenten der Autonomiebehörde Jassir Arafat wird besetzt und die israelische Regierung ruft zur Teilmobilisierung von zunächst 20.000 Reservisten für die Operation Schutzschild auf.[22][23]

### Samstag, 30. März 2002
- Ramallah/Palästinensische Autonomiegebiete: Israelische Soldaten liefern sich ein Feuergefecht mit Wachleuten des Präsidenten der Autonomiebehörde Jassir Arafat, der unter starker Bedrängnis am Hauptsitz der Behörde ausharrt.[24]
- Royal Lodge/Vereinigtes Königreich: Elizabeth Bowes-Lyon, Queen Elizabeth The Queen Mother, Ehefrau von Georg VI. und Mutter von Elisabeth II. stirbt im Alter von 101 Jahren.[25]

### Sonntag, 31. März 2002
- Haifa/Israel: Ein palästinensischer Selbstmordattentäter tötet sich und 14 Menschen in Haifa. Später sprengt sich ein Attentäter in einer Intensivstation in einem Krankenhaus in Haifa in die Luft. Laut Associated Press starben in den vergangenen 18 Monaten 1.262 Palästinenser und 401 Israelis.
- Kiew/Ukraine: Die Parlamentswahl beschert Wiktor Juschtschenko ein politisches Comeback. Der 2001 abgesetzte Regierungschef formte das neue Bündnis Unsere Ukraine, das bei der heutigen Wahl in der Wählergunst auf Platz 1 liegt. Ihm folgt auf Platz 2 die Kommunistische Partei.[26]
- Taipeh/Republik China: Ein starkes Erdbeben, welches eine Magnitude von 7,1 besaß, führt zum Absturz zweier Baukrane auf der Baustelle des Taipei 101. Bei dem Unglück starben fünf Bauarbeiter.[27]

## Weblinks

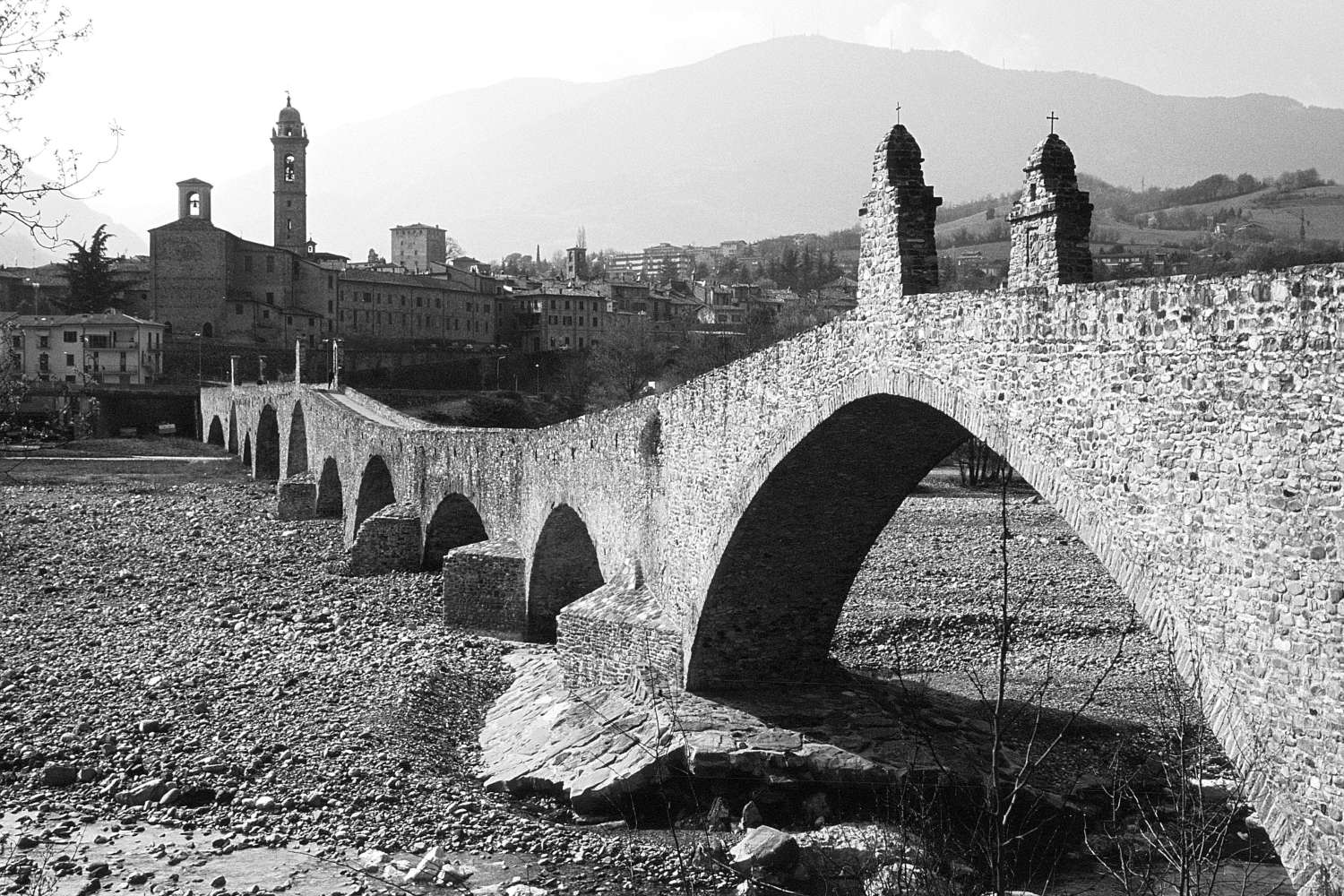
Italien im März 2002